# Phaenocarpa laevisulcata
Phaenocarpa laevisulcata är en stekelart som beskrevs av Fischer 1974. Phaenocarpa laevisulcata ingår i släktet Phaenocarpa och familjen bracksteklar. Inga underarter finns listade i Catalogue of Life.